# Uloborus albescens
Uloborus albescens es una especie de araña araneomorfa del género Uloborus, familia Uloboridae. Fue descrita científicamente por O. P.-Cambridge en 1885.
Habita en Yarkand.